# Biała Woda (Podlachie)
Biała Woda est un village polonais du district administratif de Suwałki, dans le powiat de Suwałki, voïvodie de Podlachie, au Nord-Est du pays. Il est situé à environ 5 km au Nord de Suwałki et à 116 km au Nord de la capitale régionale Białystok.
Sa population est d'approximativement 260 habitants.